# مارکو اسپوزیتو
مارکو اسپوزیتو (انگلیسی: Marco Esposito؛ زادهٔ ۸ فوریهٔ ۱۹۸۰) بازیکن فوتبال اهل ایتالیا است.
از باشگاه‌هایی که در آن بازی کرده‌است می‌توان به باشگاه فوتبال کیه‌وو ورونا، باشگاه فوتبال آنکونا، باشگاه فوتبال چیتادلا، باشگاه فوتبال باری، باشگاه فوتبال مونتسا، باشگاه فوتبال تریستیانا، باشگاه فوتبال پیزا، باشگاه فوتبال زسکا صوفیه، و باشگاه فوتبال آ.ث. میلان اشاره کرد.